# James Blake (muzikant)
James Blake Litherland (Deptford, 26 september 1988) is een Brits elektronisch muzikant uit Londen, voornamelijk actief in de elektronische popmuziek.

## Biografie
Tijdens zijn studie maakte hij muziek in zijn slaapkamer. In juli 2009 bracht hij zijn eerste plaat uit: Air and Lack Thereof op een 12-inch.
Hierna volgden drie ep's in 2010: CMYK, The Bells Sketch en Klavierwerke. Alle drie deze platen werden door de internationale muziekpers goed ontvangen, en prijkten hoog in de eindejaarslijstjes van veel van deze publicaties. James Blake bracht stijlvol werk in het genre van de dubstep. Zijn debuutalbum wijkt iets af van dit genre, hoewel hij dit gelijktijdig met zijn ander werk geproduceerd heeft.
James toert met onder andere drum-pad/gitarist Rob McAndrews (Airhead) en (elektronisch) drummer Ben Assiter.
Op 7 februari 2011 werd zijn eerste titelloze album James Blake uitgebracht in het Verenigd Koninkrijk. Het album wordt voorafgegaan door de single Limit to your love, een cover van een nummer van Feist. In januari 2011 stond Blake op het Eurosonic festival in Groningen. De tweede single van James Blake is het lied Wilhelm Scream.
Ook op 7 februari 2013 bracht James Blake het nummer Retrograde uit. Het is het eerste nummer van zijn nieuwe album Overgrown dat 8 april 2013 verscheen. Op 30 oktober 2013 wordt het album onderscheiden met de prestigieuze Mercury Music Prize als beste album van Britse of Ierse makelij van het afgelopen jaar.
Op 18 januari 2019 bracht James Blake zijn vierde album Assume Form uit bij Polydor. Friends That Break Your Heart volgde op 8 oktober 2021, Playing Robots into Heaven op 8 september 2023.

## Discografie

### Albums
| Album met eventuele hitnotering(en) in de Nederlandse Album Top 100 | Datum van verschijnen | Datum van binnenkomst | Hoogste positie | Aantal weken | Opmerkingen |
| ------------------------------------------------------------------- | --------------------- | --------------------- | --------------- | ------------ | ----------- |
| James Blake                                                         | 04-02-2011            | 12-02-2011            | 6               | 16           |             |
| Overgrown                                                           | 05-04-2013            | 13-04-2013            | 32              | 6            |             |
| The Colour in Anything                                              | 06-05-2016            | 14-05-2016            | 20              | 5            |             |
| Assume Form                                                         | 18-01-2019            | 26-01-2019            | 17              | 3            |             |

| Album met hitnotering(en) in de Vlaamse Ultratop 200 albums | Datum van verschijnen | Datum van binnenkomst | Hoogste positie | Aantal weken | Opmerkingen |
| ----------------------------------------------------------- | --------------------- | --------------------- | --------------- | ------------ | ----------- |
| James Blake                                                 | 04-02-2011            | 12-02-2011            | 1(1wk)          | 23           |             |
| Overgrown                                                   | 05-04-2013            | 13-04-2013            | 12              | 30           |             |
| The Colour in Anything                                      | 06-05-2016            | 14-05-2016            | 18              | 22           |             |
| Assume Form                                                 | 18-01-2019            | 26-01-2019            | 4               | 3            |             |

### Singles
| Single met eventuele hitnotering(en) in de Nederlandse Top 40 | Datum van verschijnen | Datum van binnenkomst | Hoogste positie | Aantal weken | Opmerkingen                |
| ------------------------------------------------------------- | --------------------- | --------------------- | --------------- | ------------ | -------------------------- |
| Limit to your love                                            | 06-12-2010            | 22-01-2011            | 15              | 6            | Nr. 7 in de Single Top 100 |

| Single met hitnotering(en) in de Vlaamse Ultratop 50 | Datum van verschijnen | Datum van binnenkomst | Hoogste positie | Aantal weken | Opmerkingen                            |
| ---------------------------------------------------- | --------------------- | --------------------- | --------------- | ------------ | -------------------------------------- |
| Limit to your love                                   | 06-12-2010            | 25-12-2010            | 5               | 13           |                                        |
| The Wilhelm scream                                   | 14-03-2011            | 02-04-2011            | tip14           | -            |                                        |
| A case of you                                        | 17-10-2011            | 05-11-2011            | tip28           | -            |                                        |
| Retrograde                                           | 11-02-2013            | 16-02-2013            | tip38           | -            |                                        |
| Radio Silence                                        | 06-05-2016            | 21-05-2016            | tip             | -            |                                        |
| I Need A Forest Fire                                 | 06-06-2016            | 25-06-2016            | tip             | -            | met Bon Iver                           |
| We Go Home Together                                  | 04-04-2017            | 15-04-2017            | tip             | -            | met Mount Kimbie                       |
| King's Dead                                          | 11-01-2018            | 27-01-2018            | tip             | -            | met Kendrick Lamar, Future en Jay Rock |
| Don't Miss It                                        | 04-06-2018            | 09-06-2018            | tip             | -            |                                        |
| Mile High                                            | 18-01-2019            | 26-01-2019            | tip40           | -            | met Metro Boomin en Travis Scott       |
| Barefoot In The Park                                 | 18-01-2019            | 26-01-2019            | tip24           | -            | met Rosalia                            |

### NPO Radio 2 Top 2000
| Nummer met noteringen in de NPO Radio 2 Top 2000 | '14  | '15  |
| ------------------------------------------------ | ---- | ---- |
| Limit to your love                               | 1847 | 1874 |

1. ↑  Een vetgedrukt getal geeft de hoogste notering aan.
2. ↑  2014 was het eerste jaar met een notering voor dit nummer.
3. ↑  Deze tabel is bijgewerkt tot en met de laatste editie (2024).

- Bibliothèque nationale de France: cb165028147 (data)
- Gemeinsame Normdatei: 1013079930
- International Standard Name Identifier: 0000 0001 2036 415X
- Library of Congress Control Number: no2011042897
- Nationale Bibliotheek van Letland: 000334673
- MusicBrainz: 8dc08b1f-e393-4f85-a5dd-300f7693a8b8
- Nationale Bibliotheek van Tsjechië: xx0168493
- Nationale bibliotheek van Australië: 75196643
- Réseau des bibliothèques de Suisse occidentale: 02-A019020433
- Istituto Centrale per il Catalogo Unico: MODV648393
- Système universitaire de documentation: 157442683
- Virtual International Authority File: 169625994
- WorldCat: E39PBJbM44cPyYGr6jvwcwwt8C